# Lapptjärnarna (Ströms socken, Jämtland, 711643-145584)
Lapptjärnarna är en sjö i Strömsunds kommun i Jämtland och ingår i Ångermanälvens huvudavrinningsområde. Lapptjärnarna ligger i Gråberget-Hotagsfjällen Natura 2000-område.